# Paramyopa schultzei
Paramyopa schultzei är en tvåvingeart som först beskrevs av Mario Bezzi 1908.  Paramyopa schultzei ingår i släktet Paramyopa och familjen stekelflugor. Inga underarter finns listade i Catalogue of Life.